# Coll (Hèbrides Interiors)
Coll (Cola (pronuncieu [kʰɔlˠ̪ə]) en gaèlic escocès) és una illa de les Hèbrides Interiors, situada al nord-oest d'Escòcia. Es troba a l'est de l'illa de Mull. Coll és coneguda per les seves platges de sorra que contenen grans dunes, per les guatlles i pel castell de Breachacha.
Coll és una illa al voltant de 21 km de llarg per 5 km d'ample i té una població propera als 200 habitants. A l'illa hi ha un poble, Arinagour, connectat amb els ferris de la companyia Caledonian MacBrayne.
Hi existeix una gran reserva RSPB a l'extrem oest de l'illa. La pràctica de l'agricultura tradicional ha permès la preservació de la guatlla de l'illa.

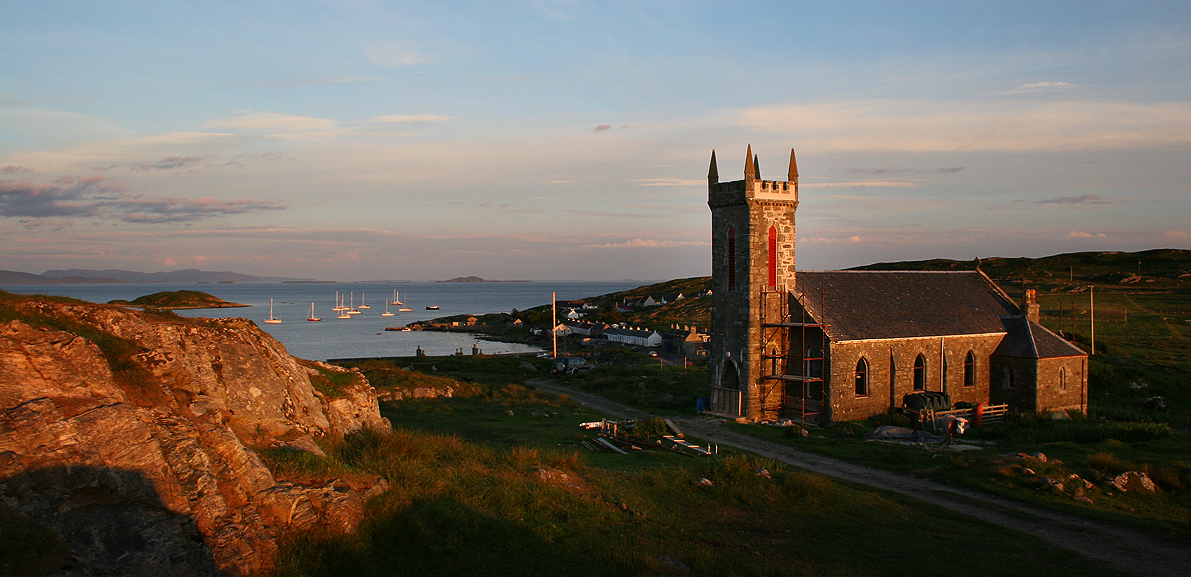
Paisatge de l'illa de Coll

## Història
Coll fou l'illa de residència d'una branca del clan MacLean durant 500 anys, no sense conflictes. El 1590, els McLean de Duart, principal sept del clan McLean, envaïren els seus cosins de l'illa de Coll amb la intenció de posseir l'illa per a ells mateixos. Una batalla esclatà al castell Breachacha, durant la qual els McLean de Coll tallaren el cap dels Duart i els llençaren al rierol, des de llavors conegut amb el nom de rierol dels caps.
Els McLean de Coll conservaren el seu feu i el castell fins al 1848, quan Alexander Maclean de Coll emigrà vers la província sud-africana de KwaZulu-Natal, on hi morí sense haver-se casat.
El castell de Breachacha, situat a la costa sud de l'illa, data del segle xv. Fou restaurat pel Project Trust, una organització voluntària. A prop del castell, hi hi una casa pairal del segle xviii.
La població de Coll ha estat, en altres èpoques, més important. A finals dels anys 1700, hi vivien al voltant de 1.000 habitants dedicats a l'agricultura i la pesca. Durant les Highland Clearances, una migració forçada de la població escocesa dels anys 1830 i 1840, la meitat dels habitants de Coll emigrà, la major part cap a Austràlia, el Canadà o Sud-àfrica.